# 차이 (철학)
차이(difference)는 철학의 핵심 개념으로, 관계 분야나 주어진 개념 체계 내에서 하나의 실체가 다른 실체와 구별되는 과정이나 속성 집합을 나타낸다. 서양 철학 체계에서 차이는 전통적으로 라이프니츠의 원리, 특히 식별불가능자 동일성의 법칙에 따라 정체성에 반대되는 것으로 간주된다. 그러나 구조주의와 후기구조주의 설명에서는 차이가 의미와 정체성을 구성하는 것으로 이해된다. 즉, 정체성(특히 개인의 정체성)은 비본질주의적 관점에서 하나의 구성으로 간주되고, 구성은 차이의 상호작용을 통해서만 의미를 생산하기 때문에, 구조주의와 후기구조주의 모두에 대해 정체성은 차이 없이 존재한다고 말할 수 없다.

## 같이 보기
- 유명론
- 탈구축